# قبل وبعد (فلم)
قبل وبعد (بالإنجليزية: Before and After) فيلم دراما جريمة غموض أمريكي. صدر عام 1996 للمخرج باربيت شرودر  عن رواية روزلين براون عام 1992 التي تحمل نفس العنوان. الفيلم من بطولة ميريل ستريب وليام نيسون وإدوارد فورلونج وجوليا ويلدون (التي رويت الفيلم أيضًا)، تدور أحداث الفيلم حول والدين يجب عليهما التعامل مع الآثار اللاحقة عندما يُتهم ابنهما بالقتل.
صدر الفيلم إلى دور العرض الأمريكية في 23 فبراير 1996.
لم يحصل الفيلم على نجاح مادي ولا نجاح لدى النقاد.

## طاقم التمثيل
ميريل ستريب: في دور د. كارولين ريان
ليام نيسون: في دور بن ريان
إدوارد فورلونج: في دور جاكوب رايان
جوليا ويلدون: في دور جوديث رايان
ألفريد ميل: في دور بانوس ديميريس
دانيال فون بارغن: في دور فران كونكلين
جون هيرد: في دور ويندل باي
آن ماجنوسون: في دور تيري تافيرنر
أليسون فولاند: في دور مارثا تافيرنر
لاري باين: في دور د. توم ماكنالي
كايولاني لي: في دور ماريان رينور
إلين لانكستر: في دور مساعد بانوس
ويسلي آدي: في دور القاضي جرادي
أوليفر جراني: في دور تي جيه
برناديت كويجلي: في دور والدة تي جيه
باميلا بلير: في دور مساعدة الدكتور رايان
جون وايلي: في دور دكتور تريغفي هانسون
جون ديل: في دور دكتور رقم 1 

## أحداث الفيلم
تعيش الدكتورة كارولين رايان (ميريل ستريب)  وزوجها النحات بن ريان (ليام نيسون) مع طفليهما جاكوب (إدوارد فورلونج) وجوديث (جوليا ويلدون) في بلدة صغيرة في ولاية ماساتشوستس الغربية. تحطم عالمهم عندما أخبرهم الشريف فران كونكلين (دانيال فون بارغن) أن مارثا تافيرنر (أليسون فولاند) قُتلت ورأى الشهود جاكوب معها قبل وفاتها. عندما يطلب التحدث مع جاكوب، تدرك العائلة أنه ليس في غرفته كما اعتقدوا. يطلب كونكلين إلقاء نظرة على سيارة جاكوب، لكن بن يرفض. عندما يسأل كونكلين جوديث عن مكان جاكوب، يطلب بن من الشريف الحصول على مذكرة.
يغادر كونكلين ويسارع بن بتفتيش سيارة جاكوب ويجد ملابس ورافعة سيارة عليها دماء. يحرق الملابس وينظف قبل عودة الشرطة. عندما يخبر كارولين بما فعله، تخشى أن يكون قد دمر الأدلة التي يمكن أن تساعدهم في العثور على جاكوب، لأنها تخشى أن يكون مجنونًا قد قتل مارثا وابنها. يلصق ريان على جدران مباني البلدة لافتات تطلب العثور على جاكوب، لكن المدينة تنبذهم على افتراض أن جاكوب قاتل. تبدأ البطاقات البريدية في الوصول، من جميع أنحاء البلاد، من جاكوب على مدار خمسة أسابيع. تظل كارولين مقتنعة بأنه قد تم اختطاف ابنها وتسعى لتنبيه الشرطة. يظل بن حذرًا من الكشف عن أي شيء، ويصر على ضرورة إبقاء البطاقات البريدية سرًا. يتم القبض على جاكوب، في النهاية، لمحاكمته، وفي الأيام العديدة الأولى، يبدو جاكوب صلباً ويتحدث بصوت عالٍ. يخبر جاكوب شقيقته جوديث عن البطاقات البريدية وأنه لم يسافر بل كان يسلمها في مطار بوسطن لأشخاص مسافرين إلى بلاد مختلفة ليقومون بإرسالها من هناك.
يروي جاكوب قصته لوالدة حيث كان يتشاجر مع مارثا عندما كشفت أنها حامل، وأنها كانت تعاشر عديد من الشباب. وتتساقط الثلوج عليهم وتحاصرهم في سيارة جاكوب وتثور معركة بينهم لتسقط مارثا مقتولة. يقرر بن عدم الكشف عن الحقيقة ويقوم بتدريب جاكوب على نسخة مختلفة من القصة، والتي يخبرونها لمحاميهم، لكن الخطة تنحرف عندما تعزله هيئة المحلفين، وعندما يتم استدعاء كارولين للشهادة، فإنها تكشف الحقيقة. يقدم جاكوب اعترافًا كاملاً، ويحُكم عليه بالسجن خمس سنوات بتهمة القتل غير العمد، لكن يطلق سراحه بعد عامين فقط مع المراقبة، ويحُكم على بن بالسجن لمدة عام لتستره. وتنتقل العائلة إلى ميامي.

## استقبال الفيلم
لم يحقق «قبل وبعد» ناجحا مالياً، حيث حقق 8.8 مليون دولار فقط في الولايات المتحدة وكندا و 15 مليون دولار في جميع أنحاء العالم، مقابل ميزانية إنتاج قدرها 35 مليون دولار.
منح موقع «الطماطم الفاسدة» الفيلم تقييما مقداره 32% بناءاً على آراء 19 ناقداً سينمائياً، ومنحت الجماهير، الذين شملهم استطلاع شركة سينماسكور، الفيلم درجة (+C) على مقياس من (A) إلى (F).
كتب روجر إيبرت في صحيفة شيكاغو صن تايمز: «فيلم «قبل وبعد» مسيرة طويلة وبطيئة من خلال قصة عن أزمة عائلية هي إلى حد كبير خطأ الأسرة نفسها - وخاصة الأب شديد الغضب ولكنه المحب، الذي يصنع سلسلة من الأخطاء الجسيمة. إنه أحد تلك الأفلام حيث تريد تقديم نصائح مفيدة من خلال الشاشة، والتي ستوفر على الشخصيات الكثير من المتاعب».

## روابط خارجية
- مقالات تستعمل روابط فنية بلا صلة مع ويكي بيانات